# Finlandismo
Finlandismo (em sueco Finlandism) é, na linguística, uma palavra ou expressão peculiar do Sueco da Finlândia, em contraste com a palavra ou expressão equivalente usada no Sueco da Suécia. 

Os finlandismos são regularmente anotados e publicados no Dicionário do Sueco da Finlândia (Finlandssvensk ordbok) , com a finalidade de tornar os sueco-finlandeses conscientes dos termos específicos do Sueco da Finlândia e dos seu equivalentes no Sueco da Suécia, de forma a aproximar as duas variantes da Língua Sueca. Igualmente são registrados desde 1973 no Vocabulário Ortográfico da Academia Sueca (Svenska Akademiens ordlista över svenska språket, SAOL). 

## Algumas diferenças entre o Sueco da Finlândia e o Sueco da Suécia
| Sueco da Finlândia       | Sueco da Suécia        | Tradução em português  |
| ------------------------ | ---------------------- | ---------------------- |
| samkommun                | landsting              | ”conselho de condado”  |
| undervisningsministerium | utbildningsdepartement | Ministério da Educação |
| gravgård                 | kyrkogård              | cemitério              |
| int                      | inte                   | não                    |
| pulpet                   | skolbänk               | carteira escolar       |
| flere                    | fler/flera             | vários                 |
| i misstag                | av misstag             | por engano             |
| van med                  | van att                | habituado a            |
| simstrand                | badstrand              | praia balnear          |
| ”prenika”                | ”medalj”               | ”paus” (reais/escudos) |
| jag hämtar pengar        | jag kommer med pengar  | eu vou buscar dinheiro |
| dethär                   | det här                | isto                   |

## Os finlandismos podem ser classificados em diferentes grupos

### Palavras que designam coisas típicas da Finlândia
- samkommun - landsting

### Termos usados na terminologia oficial
- A-rättigheter - fullständiga rättigheter
- undervisningsministerium – utbildningsdepartement
- gatuadress - näradress
- övergångsställe - skyddsväg

### Termos estatisticamente mais usados na Finlândia do que na Suécia
- ta modell av någon - ta efter någon
- ytterligare vill jag säga… - så vill jag tillägga…

### Termos próprios do Sueco da Finlândia
- bolagist - rumskamrat
- gravgård - kyrkogård
- remontera - reparera
- småkusin - syssling
- alt ännu- alltjämt
- ett och varje - ett och annat
- gärde - gärdsgård
- hoppeligen - förhoppningsvis
- kiva - trevlig
- råddig - stökig
- semla - fralla
- kännspak - karakteristisk
- int - inte
- vedlider - vedbod
- dyna - kudde
- pulpet - skolbänk
- gårdskarl – fastighetsskötare
- flere - fler/flera
- jag kommer nog - jag kommer, det lovar jag

### Uso diferente de preposição
- i misstag – av misstag
- på första klassen – första klassen
- van med – van att

### Finlandismos da língua falada
- re'n
- sku
- remont - reparation/renovering
- hamna att göra något - bli tvungen/åka på att göra något
- saker som han påstår att ska hända  - saker som han påstår ska hända

### Palavras próprias influenciadas ou aparentadas com as correspondentes finlandesas
- hassa - slösa
- rosk - sopor
- simstrand - badstrand

### Gíria
- prenika - medalj (medalha)
- fyrk - pengar (dinheiro)

### Finlandismos não aceites
- jag söker dig - jag hämtar dig
- jag hämtar pengar - jag kommer med pengar
- endel - en del
- dethär - det här